# Liste der Biografien/Aba
Liste der Biografien |
Portal Biografien |
Personensuche
# |
A |
B |
C |
D |
E |
F |
G |
H |
I |
J |
K |
L |
M |
N |
O |
P |
Q |
R |
S |
T |
U |
V |
W |
X |
Y |
Z |
?
 
Aa |
Ab |
Ac |
Ad |
Ae |
Af |
Ag |
Ah |
Ai |
Aj |
Ak |
Al |
Am |
An |
Ao |
Ap |
Aq |
Ar |
As |
At |
Au |
Av |
Aw |
Ax |
Ay |
Az
 
Aba |
Abb |
Abc |
Abd |
Abe |
Abf |
Abg |
Abh |
Abi |
Abj |
Abk |
Abl |
Abm |
Abn |
Abo |
Abp |
Abr |
Abs |
Abt |
Abu |
Abw |
Aby |
Abz
Die Liste der Biografien führt alle Personen auf, die in der deutschsprachigen Wikipedia einen Artikel haben. Dieses ist eine Teilliste mit 312 Einträgen von Personen, deren Namen mit den Buchstaben „Aba“ beginnt.

## Aba
- Aba, antiker Bildhauer
- Aba, Regentin der Stadt Olba
- Aba, spätantiker Theologe und theologischer Schriftsteller
- Aba I. († 552), Katholikos der „Kirche des Ostens“
- Aba II. (641–751), Katholikos der „Kirche des Ostens“
- Aba von Kaschkar, syrischer Schriftsteller
- Aba-Novák, Vilmos (1894–1941), ungarischer Maler

### Abaa
- Abaaoud, Abdelhamid (1987–2015), marokkanisch-belgischer Terrorist

### Abab
- Ababa, Mutter des römischen Kaisers Maximinus Thrax
- Ababi, Csilla (1983–2019), rumänische Schauspielerin
- Ababkow, Tichon Iwanowitsch (1908–1984), sowjetischer Parteifunktionär der KPdSU

### Abac
- Abacha, Sani (1943–1998), nigerianischer General und Militärdiktator
- Abacha, Sari (1978–2013), nigerianischer Fußballspieler
- Abacı, Kazım (* 1965), türkisch-deutscher Politiker (SPD), MdHB
- Abaci, Onur (* 1982), türkisch-österreichischer Opernsänger (Sopranist)
- Abaco, Francesco, italienischer Architekt

### Abad
- Abad Antón, Andrés, argentinischer Komponist, Dirigent, Bühnenregisseur und Tenor spanischer Herkunft
- Abad Faciolince, Héctor (* 1958), kolumbianischer Autor, Essayist und Herausgeber
- Abad Vidal, José Antonio, spanischer Pianist, Komponist und Musikpädagoge
- Abad y Lasierra, Manuel (1729–1806), spanischer Bischof
- Abad y Queipo, Manuel (1751–1825), spanischer Kirchenrechtler und Bischof
- Abad, Alejandro (* 1962), spanischer Musiker, Musikproduzent und Songwriter
- Abad, Alonso (1526–1595), spanischer Konquistador
- Abad, Damien (* 1980), französischer Politiker, MdEP
- Abad, Diego José (1727–1779), mexikanischer Jesuit, Dichter und Übersetzer
- Abad, Esperanza (* 1941), spanische Sängerin, Schauspielerin, Komponistin und Musikpädagogin
- Abad, Florencio (* 1954), philippinischer Jurist, Hochschullehrer und Politiker
- Abad, Francisco Javier (* 1981), spanischer Mittelstreckenläufer
- Abad, Mercedes (* 1961), spanische Schriftstellerin
- Abad, Pacita (1946–2004), US-amerikanische Malerin
- Abada, Liel (* 2001), israelischer Fußballspieler
- Abada, Patrick (* 1954), französischer Stabhochspringer
- Abadal, José Ignacio († 2010), spanischer Schauspieler und Synchronsprecher
- Abadam, Alice (1856–1940), walisische Frauenrechtlerin und Wahlrechtsaktivistin
- Abadamloora, Lucas (1938–2009), ghanaischer Geistlicher und römisch-katholischer Bischof von Bolgatanga
- Abadan, Yavuz (1905–1967), türkischer Rechtswissenschaftler
- Abadan-Unat, Nermin (* 1921), deutsch-türkische Soziologin
- Abades, Reyes (1949–2018), spanischer Spezialeffektkünstler
- Abadey, Kush (* 1991), US-amerikanischer Jazzmusiker
- Abadi Ndiken, Agustinus (* 1996), indonesischer Speerwerfer
- Abadi, Eskandar (* 1959), iranisch-deutscher Journalist, Übersetzer und Musiker
- Abadi, Farah (* 1988), schwedische Hörfunk- und Fernsehmoderatorin
- Abadi, Haider al- (* 1952), irakischer Politiker und Ministerpräsident des LandesHaider al-Abadi (* 1952)

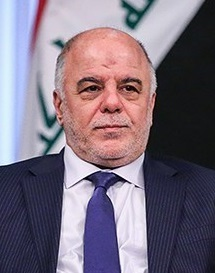
Haider al-Abadi (* 1952)

- Abadía Jover, Maravillas (* 1981), spanische Politikerin der Partido Popular
- Abadía Méndez, Miguel (1867–1947), kolumbianischer Politiker und Diplomat
- Abadía Morales, Guillermo (1912–2010), kolumbianischer Folklorist
- Abadía, Antonio († 1791), spanischer Komponist, Kantor und Kapellmeister
- Abadía, Antonio (* 1990), spanischer Langstreckenläufer
- Abadía, Francisco Javier (1770–1836), spanischer Feldherr und Kriegsminister
- Abadía, Juan de la, spanischer Maler
- Abadia, Lisandro C. (* 1938), philippinischer General
- Abadía, Nelson (* 1956), kolumbianischer Fußballtrainer
- Abadías Aurín, David (* 1973), spanischer Geistlicher und römisch-katholischer Weihbischof in Barcelona
- Abadías y Santolaria, León (1836–1894), spanischer Maler
- Abadie Santos, Horacio (1886–1936), uruguayischer Politiker, Rechtsanwalt und Journalist
- Abadie, Carlos, US-amerikanischer Jazzmusiker
- Abadie, Caroline (* 1976), französische Politikerin (La République En Marche!)
- Abadie, Claude (1920–2020), französischer Jazzmusiker und Bandleader
- Abadie, Georges (1924–2017), französischer Jurist und Verwaltungsbeamter
- Abadie, Horacio, uruguayischer Politiker
- Abadie, Jean Marie Charles (1842–1932), französischer Ophthalmologe
- Abadie, Jean-Melchior d’ (1748–1820), französischer Militär und Politiker
- Abadie, Joseph-Bernard (1824–1876), französischer Lithograf, Drucker und Hersteller von Zigarettenpapier
- Abadie, Lisandro (* 1974), argentinischer Bassbariton
- Abadie, Louis (1814–1858), französischer Komponist
- Abadie, Maurice-Jean-Joseph (1877–1948), französischer Generalmajor
- Abadie, Michel (1866–1922), französischer Dichter und Pädagoge
- Abadie, Paul (1812–1884), französischer Architekt und DenkmalpflegerPaul Abadie (1812–1884)

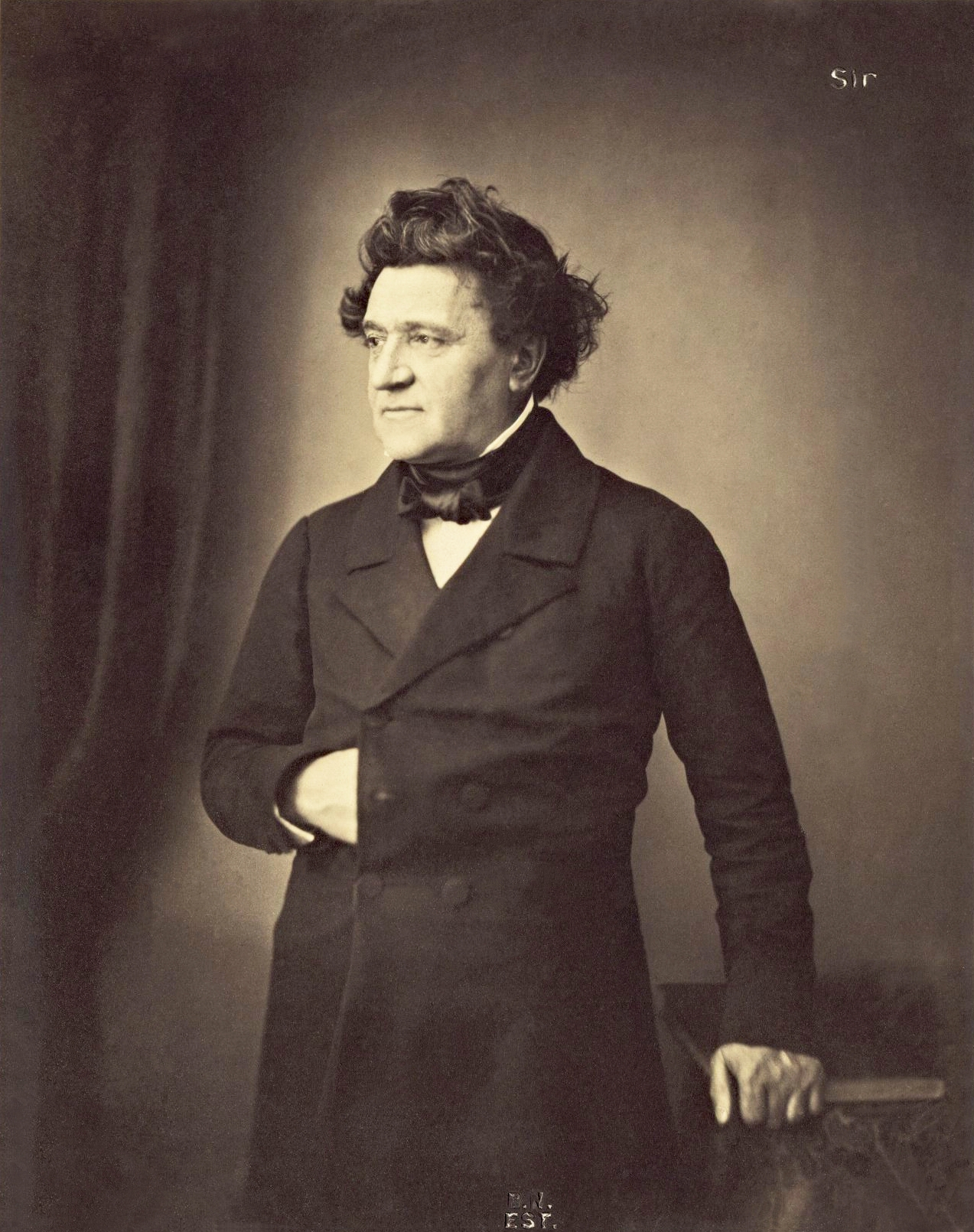
Paul Abadie (1812–1884)

- Abadie, Paul der Ältere (1783–1868), französischer Architekt
- Abadie, René (1935–1996), französischer Radrennfahrer
- Abadie, René d’ (1895–1971), französischer Ornithologe
- Abadie, Simon (* 1978), französischer Rennfahrer
- Abadie, William (* 1977), französischer Schauspieler
- Abadilla, Ariel Y., philippinischer Diplomat
- Abadín, José Luis (* 1987), spanischer Automobilrennfahrer
- Abadir, Athanasios (1922–1992), koptisch-katholischer Bischof
- Abadir, Martin (* 1981), österreichischer Handballspieler
- Abado, Marwan (* 1967), österreichischer Musiker (Gesang, Oud)
- Abadschiew, Georgi (1859–1940), bulgarischer Generalleutnant
- Abadschiew, Georgi (* 1892), bulgarischer Radrennfahrer
- Abadschiew, Iwan (1930–2006), bulgarischer Jurist und Politiker (BKP)
- Abadschiew, Iwan (1932–2017), bulgarischer Gewichtheber und Trainer
- Abadschiew, Stefan (1934–2024), bulgarischer Fußballspieler und -trainer
- Abadschjan, Robert (1996–2016), armenischer Kriegsheld
- Abady, Shy (* 1965), israelischer Künstler
- Abady, Temple (1903–1970), britischer Komponist
- Abadžiev, Gjorgji (1910–1963), mazedonischer Schriftsteller und Historiker
- Abadzis, Nick (* 1965), britischer Cartoonist und Autor

### Abaf
- Abafi, Lajos (1840–1909), ungarndeutscher Literaturhistoriker, Verleger, Schriftsteller

### Abag
- Abaga Obono, Calixto Paulino Esono (* 1969), äquatorialguineischer Geistlicher, römisch-katholischer Bischof von Evinayong
- Abaga, Deogracias (* 1980), äquatorialguineischer Fußballspieler
- Abagna Mossa, Victor (* 1946), kongolesischer Geistlicher und emeritierter römisch-katholischer Erzbischof von Owando
- Abagna, David (* 1998), ghanaischer Fußballspieler
- Abagnale, Frank (* 1948), US-amerikanischer Hochstapler, Scheckbetrüger und SachverständigerFrank Abagnale (* 1948)

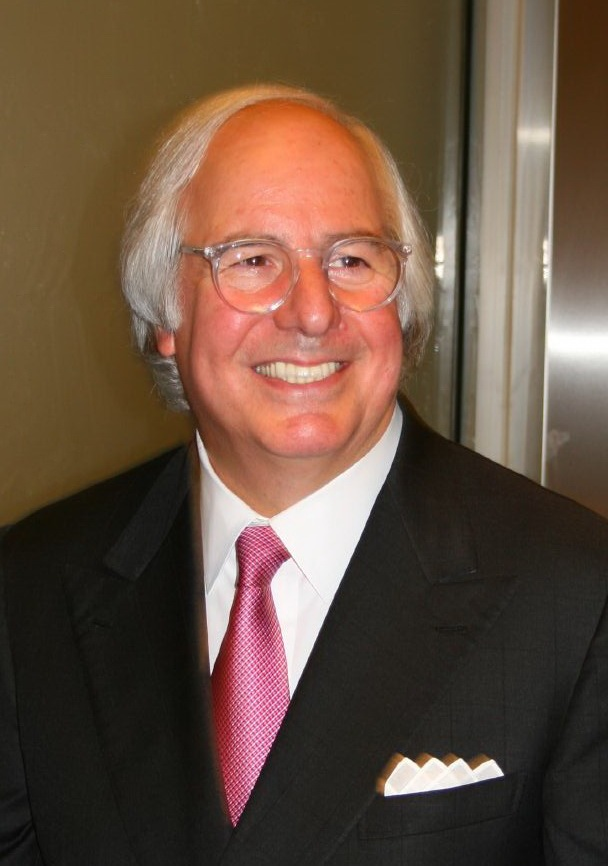
Frank Abagnale (* 1948)

- Abagnale, Giovanni (* 1995), italienischer Ruderer

### Abai
- Abai, altägyptischer König der Zweiten Zwischenzeit
- Abaid, Atif (1932–2014), ägyptischer Politiker
- Ab’Aigre (* 1949), Schweizer Comiczeichner
- Abair, Kinney (1938–2003), US-amerikanischer Musiker (Gitarre, Gesang) und Songwriter des Texas Blues
- Abair, Mindi (* 1969), US-amerikanische Musikerin
- Abaitua, Susana (* 1990), spanische Schauspielerin

### Abaj
- Abajan, Maria (* 1950), armenische Opernsängerin (Sopran)
- Abaje, Amoräer
- Abajew, Däuren (* 1979), kasachischer Politiker
- Abajew, Nikolai Wjatscheslawowitsch (1949–2020), sowjetisch-russischer Sinologe, Buddhologe und Persönlichkeit des Zen-Buddhismus (Chan-Buddhismus)
- Abajo, José Luis (* 1978), spanischer Degenfechter

### Abak
- Abakanowicz, Bruno (1852–1900), polnischer Mathematiker und Erfinder
- Abakanowicz, Magdalena (1930–2017), polnische Bildhauerin und Textilkünstlerin
- Abakar, Hussain Hassan (1947–2018), Imam der Muslime im Tschad
- Abakar, Ismail Doudai (* 2004), katarischer Leichtathlet
- Abakar, Khamis (1964–2023), sudanesischer Politiker und Rebellenführer
- Abakar, M'Bairo (* 1961), tschadischer Judoka
- Abakar, Oumar Doudai (* 2005), katarischer Hürdenläufer
- Abakarova, Patimat (* 1994), aserbaidschanische Taekwondoin
- Abakay, Ahmet (* 1950), türkischer Journalist, Schriftsteller
- Abakelia, Tamar (1905–1953), georgische Bildhauerin, Malerin, Bühnen- und Kostümbildnerin
- Abaker, Oumar (* 1979), tschadischer Fußballspieler
- Abakkar, Mohamed (* 1953), sudanesischer Boxer
- Abakoumov, Igor (* 1981), belgischer Radrennfahrer
- Abakowski, Walerian Iwanowitsch (1895–1921), sowjetrussischer ErfinderWalerian Iwanowitsch Abakowski (1895–1921)

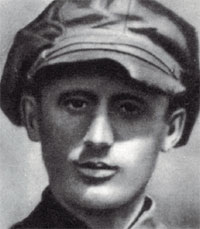
Walerian Iwanowitsch Abakowski (1895–1921)

- Abakumow, Alexei Wladimirowitsch (* 1963), russischer Journalist und Medienmanager
- Abakumow, Dmitri Nikolajewitsch (* 1989), russischer Fußballtorhüter
- Abakumow, Wiktor Semjonowitsch (1908–1954), sowjetischer Funktionär der Staatssicherheit
- Abakumowa, Marija Wassiljewna (* 1986), russische Speerwerferin
- Abakumowskaja, Julija Dmitrijewna (* 1942), russische Opernsängerin (Mezzosopran)

### Abal
- Abal Oliú, Alejandro (* 1948), uruguayischer Rechtswissenschaftler
- Abal, Diego (* 1971), argentinischer Fußballschiedsrichter
- Abal, Sam (* 1958), papua-neuguineischer Politiker
- Abalakina, Julija Walerjewna (* 1991), russische Beachvolleyballspielerin
- Abalakow, Jewgeni Michailowitsch (1907–1948), sowjetischer BergsteigerJewgeni Michailowitsch Abalakow (1907–1948)

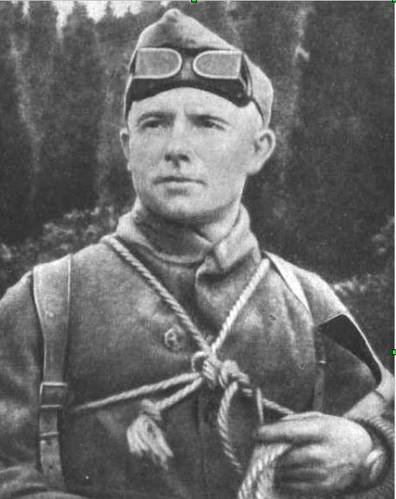
Jewgeni Michailowitsch Abalakow (1907–1948)

- Abalakow, Witali Michailowitsch (1906–1986), sowjetischer Bergsteiger
- Abalan, Michel (1920–2000), französischer Offizier und Kolonialbeamter
- Abalde, Alberto (* 1995), spanischer Basketballspieler
- Abale, ägyptische Königin
- Abalgamasch, König von Paraḫšum
- Abalı, Şefik (* 2002), türkischer Fußballspieler und -trainer
- Abalkin, Leonid Iwanowitsch (1930–2011), russischer Ökonom
- Aballay, Roberto (1922–1982), argentinischer Fußballspieler
- Abalmassau, Aljaksej (* 1980), belarussischer Kanute
- Abalo, Améleté (1962–2010), togoischer Fußballspieler und -trainer
- Abalo, Dani (* 1987), spanischer Fußballspieler
- Abalo, Jean-Paul (* 1975), togoischer Fußballspieler
- Abalo, Luc (* 1984), französischer HandballspielerLuc Abalo (* 1984)

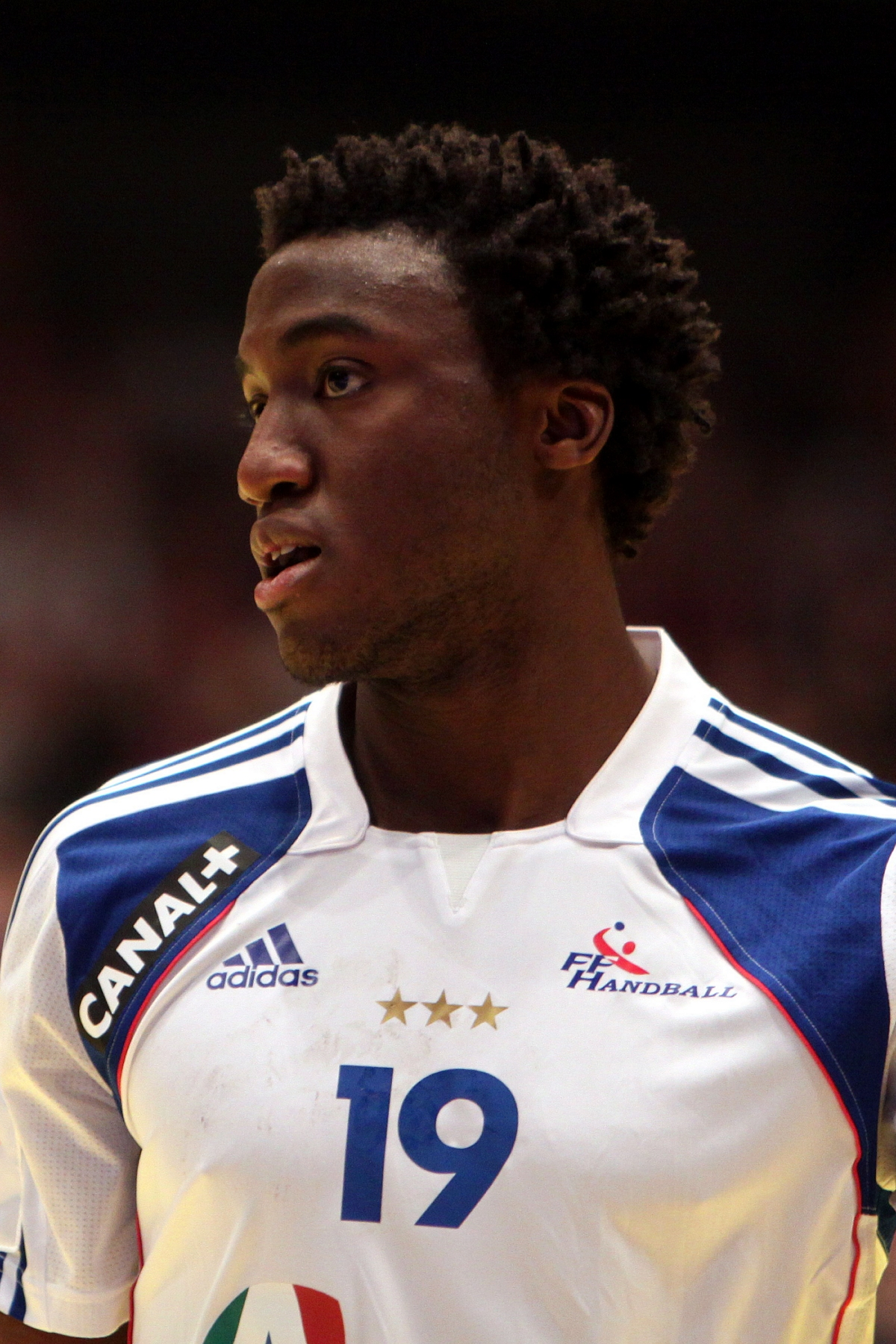
Luc Abalo (* 1984)

- Ábalos, Alfredo (* 1986), argentinischer Fußballspieler
- Ábalos, Jorge W. (1915–1979), argentinischer Lehrer, Entomologe, Arachnologe und Schriftsteller
- Abalphat von Isfahan, persischer Mathematiker
- Abálsamo, Leonardo (* 1980), argentinischer Fußballspieler

### Abam
- Abamelek, Anna Dawydowna (1814–1889), russische Hofdame und Übersetzerin

### Aban
- Abán, Carlos (* 1998), bolivianischer Sprinter
- Abán, Pablo (* 1998), bolivianischer Sprinter
- Abana, Ayçe (* 1971), türkische Schauspielerin und Drehbuchautorin
- Abana, Steve (* 1969), salomonischer Politiker
- Abancourt de Franqueville, Franciszek Ksawery d’ (1815–1892), polnischer Publizist und Ökonom
- Abancourt de Franqueville, Karol d’ (1811–1849), polnischer Widerstandskämpfer, der an der Ungarischen Revolution 1848/1849 teilnahm
- Abancourt de Franqueville, Karol d’ (1851–1913), galizischer Jurist und Abgeordneter
- Abancourt, Charles-François Frérot d’ (1756–1801), französischer Militär und Ingenieurgeograph
- Abanda, Françoise (* 1997), kanadische Tennisspielerin
- Abanda, Patrice (* 1978), kamerunischer Fußballspieler
- Abangalo, Aloysius Fondong (* 1973), kamerunischer Geistlicher, römisch-katholischer Bischof von Mamfe
- Abani, Aboubacar Ibrahim (* 1962), nigrischer Diplomat
- Abani, Chris (* 1966), nigerianischer Schriftsteller
- Abankin, Pawel Sergejewitsch (1902–1965), sowjetischer Admiral
- Abantidas († 252 v. Chr.), Tyrann von Sikyon
- Abanto Guzmán, Guillermo Martín (* 1964), peruanischer Geistlicher, Militärbischof von Peru
- Abantus, römischer Flottenführer
- Abany, Marie Thérèse Péroux d’ (1753–1821), französische Schriftstellerin

### Abao
- Abao, Rick (1939–2002), US-amerikanischer Jazzmusiker, Komponist und Entertainer

### Abaq
- Abaqa (1234–1282), zweiter mongolischer Ilchan von Persien (1265–1282)Abaqa (1234–1282)

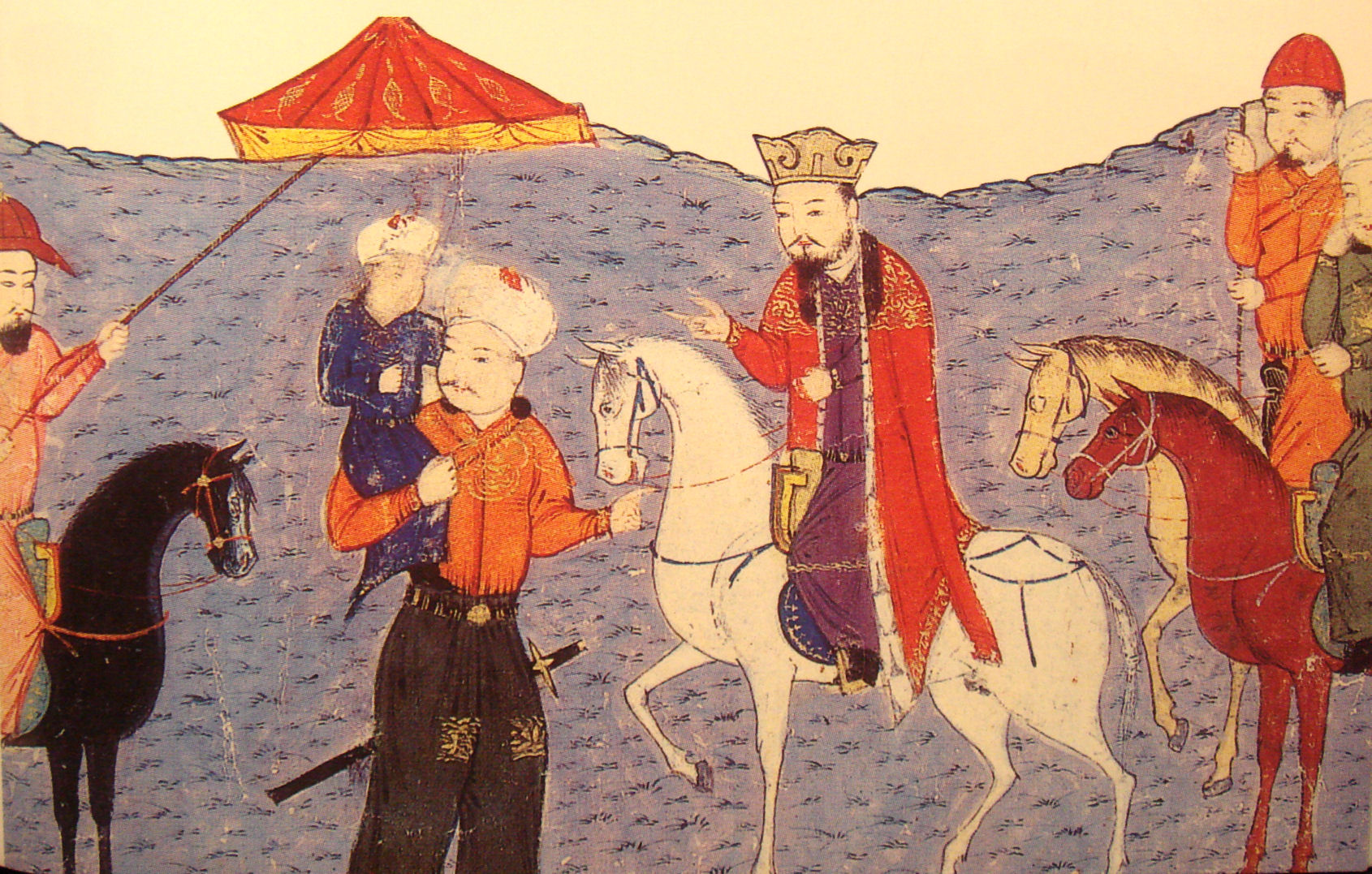
Abaqa (1234–1282)

- Abaquesne, Masséot († 1564), französischer Töpfer und Fayencier

### Abar
- Abar, Nicole (* 1959), französische Fußballspielerin
- Abarbanel-Wolff, Ben (* 1974), US-amerikanischer Jazzmusiker
- Abarbanell, Bettina (* 1961), deutsche literarische Übersetzerin
- Abarbanell, Hans (1909–1997), deutscher Bildhauer und Restaurator
- Abarbanell, Hirsch (1788–1866), Rabbinatsverweser, Leiter einer Jeschiwa und Dajan
- Abarbanell, Lina (1879–1963), deutsche Opernsängerin (Sopran) und Theaterschauspielerin
- Abarbanell, Paul (1851–1919), deutscher Kapellmeister
- Abarbanell, Stephan (* 1957), deutscher Rundfunkmanager und Schriftsteller
- Abarca Cidón, Juan (* 1971), spanischer Arzt, Rechtsanwalt und Geschäftsmann
- Abarca de Bolea y Castro, Martín, spanischer Dichter und Schriftsteller
- Abarca de Bolea y Portugal, Gerónimo, aragonesischer Adliger und Historiker
- Abarca de Bolea, Ana Francisca (* 1602), spanische Zisterzienserin, Dichterin und Schriftstellerin
- Abarca, Agustín (1882–1953), chilenischer Maler
- Abarca, Cristián (* 1989), chilenischer Fußballspieler
- Abarca, Joaquín (1778–1844), spanischer Prälat
- Abarca, José María (* 1974), spanischer Wasserballspieler
- Abarca, Juan (* 1988), chilenischer Fußballspieler
- Abarca, Luis (* 1965), chilenischer Fußballspieler
- Abarca, María de, spanische Malerin
- Abarca, Miguel de († 1683), spanischer Baumeister
- Abarca, Pedro (1619–1697), spanischer Jesuit, Theologe und Historiker
- Abarca, Rubén (* 1960), mexikanischer Fußballspieler
- Abarca, Salvatore (* 1986), chilenischer Fußballspieler
- Abarca, Ximena (* 1981), chilenische Sängerin
- Abarcat i Sebastià, Josep († 1919), katalanischer Pianist, Komponist und Musikpädagoge
- Abarchi, Dandi (* 1942), nigrischer Offizier, Politiker und Diplomat
- Abardonado, Jacques (* 1978), französischer Fußballspieler
- Abareghi, Mohammad Hossein (* 1995), iranischer Sprinter
- Abargil, Linor (* 1980), israelische Rechtsanwältin und Aktivistin gegen sexuelle Gewalt; Miss World 1998Linor Abargil (* 1980)

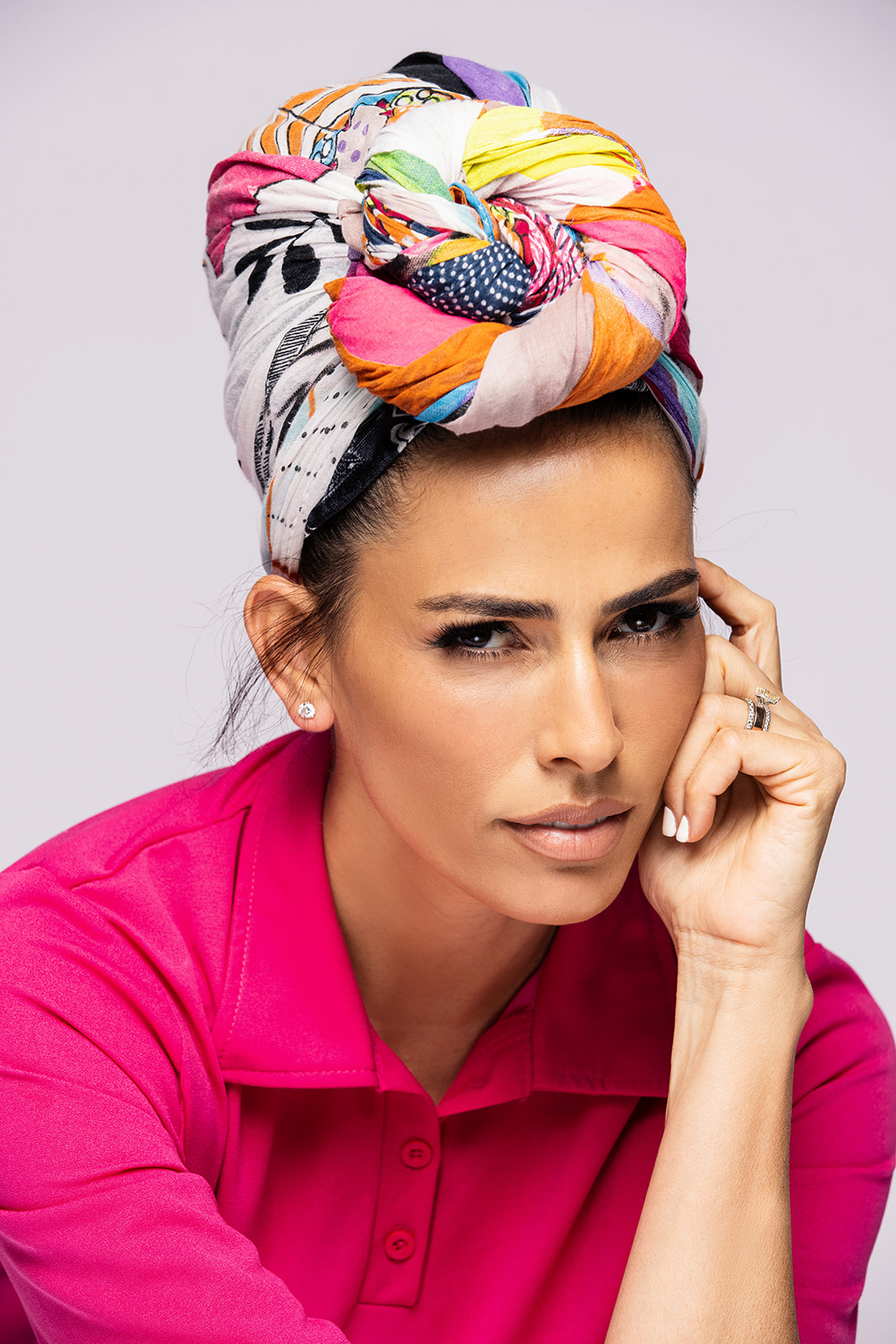
Linor Abargil (* 1980)

- Abarhild, Äbtissin des Damenstifts Buchau
- Abarhoun, Mohamed (1989–2020), marokkanischer Fußballspieler
- Abaria, Esteban (* 1660), baskischer Architekt
- Abarinowa, Antonina Iwanowna (1842–1901), russische Opernsängerin, zunächst im Stimmfach Alt und später Mezzosopran
- Abarius, Gintautas (1959–2010), litauischer Pianist
- Abarius, Lionginas (1929–2022), litauischer Musiker, Komponist und Professor
- Abaroge, Farida (* 1994), äthiopische Leichtathletin
- Abarquez, Isabelo Caiban (* 1959), philippinischer Geistlicher und Bischof von Calbayog
- Abart, Barbara (* 1985), italienische Naturbahnrodlerin
- Abart, Franz (1769–1863), Tiroler Bildhauer
- Abarth, Anneliese (* 1939), österreichische Unternehmerin, Dolmetscherin und Dokumentarfilmproduzentin
- Abarth, Carlo (1908–1979), österreichischer Automobilrennfahrer und FahrzeugtunerCarlo Abarth (1908–1979)

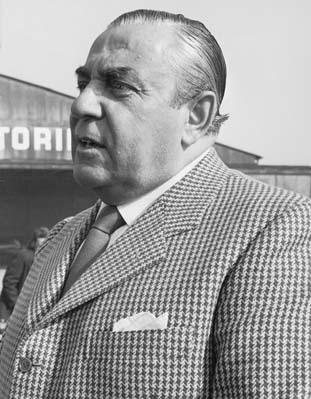
Carlo Abarth (1908–1979)

- Abarzúa, Heriberto, chilenischer Fußballspieler
- Abárzuza Ferrer, Buenaventura († 1910), spanischer Diplomat, liberaler Politiker und Journalist
- Abárzuza y Rodríguez de Arias, José Felipe (1871–1948), spanischer Maler

### Abas
- Abas, antiker griechischer Sophist und Rhetoriker
- Abas, antiker Historiker
- Abas, Elisha (* 1971), israelischer Pianist
- Abas, Nathan (1896–1980), US-amerikanischer Violinist, Musikpädagoge und Dirigent niederländischer Abstammung
- Abas, Philip (1886–1945), niederländischer Cellist, Gambist und Musikpädagoge
- Abas, Salomon (1900–1943), niederländischer Violinist, Dirigent und Komponist
- Abas, Semuel († 1691), deutscher Rabbiner, Lehrer und Übersetzer
- Abas, Stephen (* 1978), US-amerikanischer Ringer
- Abasa, Arkadi Maximowitsch (1848–1915), russischer Musikpädagoge und Komponist
- Abascal Conde, Santiago (* 1976), spanischer Politiker, Vorsitzender der Partei VoxSantiago Abascal Conde (* 1976)

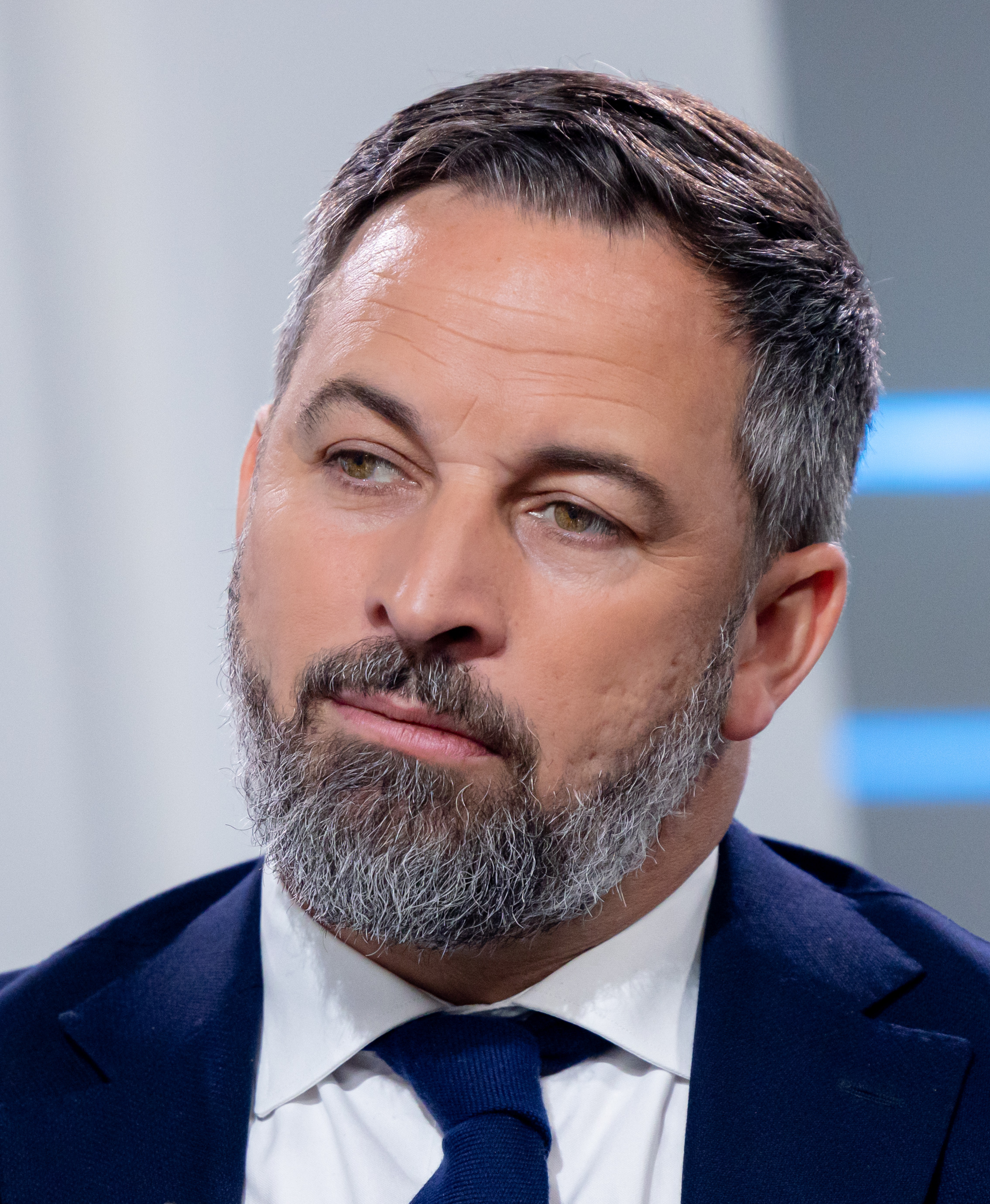
Santiago Abascal Conde (* 1976)

- Abascal y Sousa, José Fernando (1743–1821), spanischer Vizekönig in Peru (1804–1816)
- Abascal, Alejandro (* 1952), spanischer Segler
- Abascal, Gonzalo (* 1990), chilenischer Fußballspieler
- Abascal, Guillermo (* 1989), spanischer Fußballtrainer
- Abascal, José Manuel (* 1958), spanischer Leichtathlet
- Abascal, Margot (* 1973), französische Schauspielerin
- Abascal, Rodrigo (* 1994), uruguayischer Fußballspieler
- Abascantus, antiker Arzt, wirkte in Lugdunum (Lyon)
- Abascheli, Alexander (1884–1954), georgischer Dichter
- Abascheu, Dsmitryj (* 1991), belarussischer und russischer Biathlet
- Abaschidse, Aslan (* 1938), georgischer Politiker, Präsident der Autonomen Republik Adscharien
- Abaschidse, Grigol (1914–1994), georgischer Dichter
- Abaschidse, Irakli (1909–1992), georgisch-sowjetischer Dichter und Politiker
- Abaschidse, Kita (1870–1917), georgischer Literaturwissenschaftler, Kritiker, Publizist, Aktivist
- Abaschidse, Leila (1929–2018), georgische bzw. sowjetische Schauspielerin und Filmproduzentin
- Abaschidse, Rostom (* 1935), sowjetischer Ringer
- Abaschidse, Tamar (1892–1960), georgische Theaterschauspielerin
- Abaschidse, Vlademir (1785–1831), Mitglied des russischen Herrschergeschlechts Abaschidse
- Abaschidse, Waso (1854–1926), georgischer Theaterschauspieler
- Abaschilow, Gadschi Achmedowitsch (1950–2008), russischer Journalist und Politiker
- Abaschin, Wladislaw Wolodimirowitsch (* 1979), russischer Schauspieler
- Abaschydse, Nunu (* 1955), sowjetisch-ukrainische Kugelstoßerin
- Abasiono, Uwemedino Akpan (* 2000), nigerianische Hürdenläuferin
- Abaskiron, byzantinischer Rebell in Ägypten
- Abasolo, Mariano (1783–1816), mexikanischer Revolutionär
- Abasov, Nicat (* 1995), aserbaidschanischer Schachspieler
- Abassi, Houcine (* 1947), tunesischer Lehrer und Gewerkschafter
- Abassi, Ines (* 1982), tunesische Schriftstellerin
- Abassowa, Tamilla Raschidowna (* 1982), russische Radrennfahrerin
- Abastoflor Montero, Edmundo Luis Flavio (* 1943), bolivianischer Geistlicher, emeritierter römisch-katholischer Erzbischof von La Paz
- Abasyn, Andrij († 1703), kosakischer Feldherr

### Abat
- Abat, Fortunato (1925–2018), philippinischer Generalmajor, Politiker und Diplomat
- Abat, Joan, katalanischer Komponist geistlicher Musik
- Abatantuono, Diego (* 1955), italienischer Schauspieler und DrehbuchautorDiego Abatantuono (* 1955)

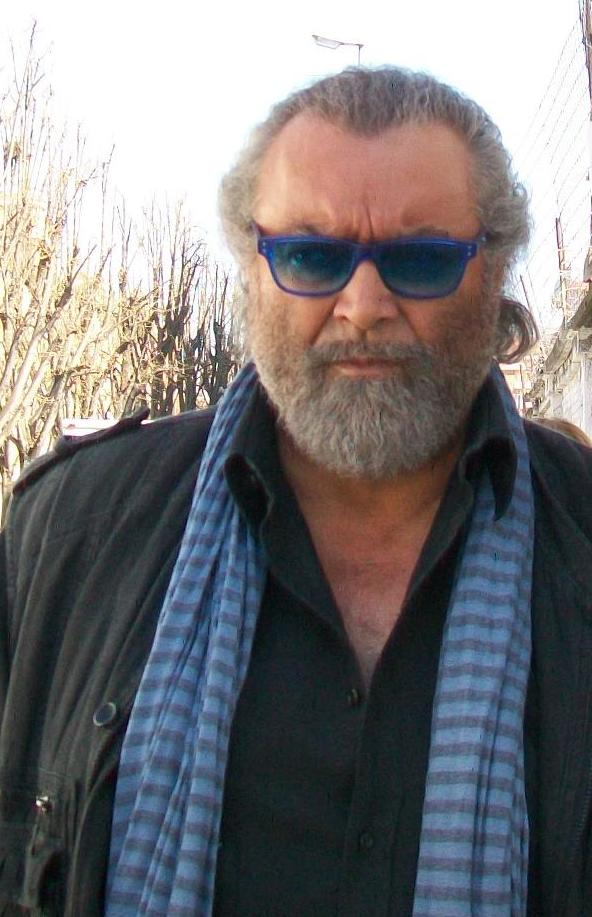
Diego Abatantuono (* 1955)

- Abatcha, Ibrahim (1938–1968), tschadischer Politiker
- Abate, Alessandro (1867–1953), italienischer Maler
- Abate, Carlo-Maria (1932–2019), italienischer Automobilrennfahrer
- Abate, Carmine (* 1954), italienischer Schriftsteller
- Abate, Fabio (* 1966), Schweizer Politiker (FDP)
- Abate, Giuseppe, italienischer Maler und Restaurator
- Abate, Greg (* 1947), US-amerikanischer Jazzmusiker (Saxophon, Flöte), Arrangeur, Musikpädagoge und Komponist
- Abate, Ignazio (* 1986), italienischer Fußballspieler
- Abate, Marco (* 1962), italienischer Mathematiker
- Abate, Rocco (* 1950), italienischer Flötist, Musikpädagoge und Komponist
- Abate, Yenatfenta (* 1973), äthiopisch-deutsche Künstlerin mit dem Schwerpunkt freie Kunst
- Abatessa, Giovanni Battista, italienischer Komponist und Gitarrist
- Abati, Antonio († 1667), italienischer Dichter
- Abati, Baldo Angelo, italienischer Arzt und Mediziner
- Abati, Joël (* 1970), französischer HandballspielerJoël Abati (* 1970)

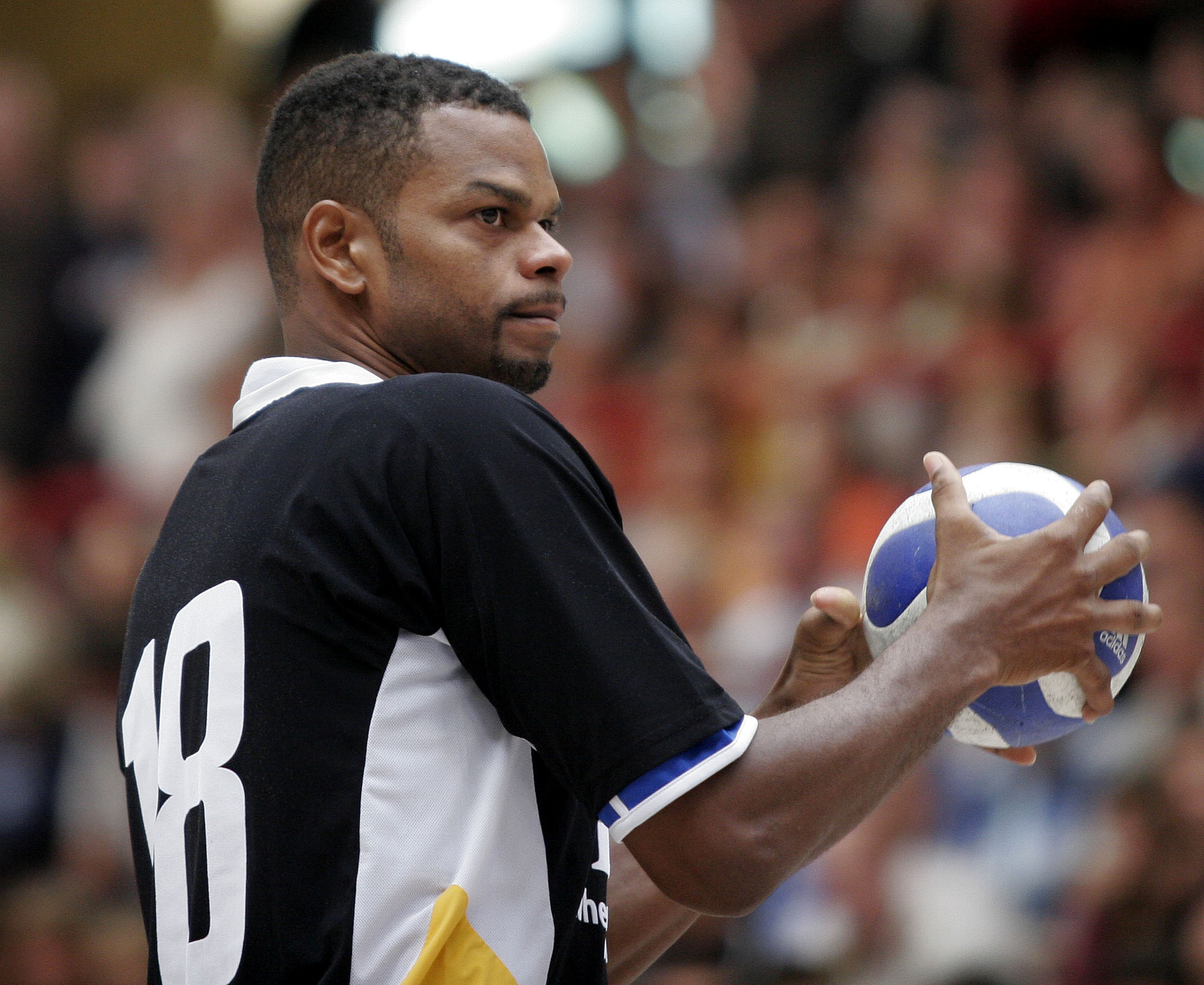
Joël Abati (* 1970)

- Abati, Leda (* 1975), italienische Biathletin
- Abati, Ralf (* 1964), Schweizer bildender Künstler und Kirchenmaler
- Abato, Lisa Marie (* 1966), US-amerikanische Pornodarstellerin und Anti-Porno Aktivistin
- Abatte, Julio, argentinischer Fußballspieler
- Abatti, Ramon (* 1989), brasilianischer Fußballschiedsrichter
- Abattucci, Pierre (1871–1942), belgischer Landschafts- und Porträtmaler sowie Radierer
- Abatz, Harald (1893–1954), deutscher Politiker (DDP, FDP), MdHB

### Abau
- Abaunza y Muñoz de Avilés, Justo (1777–1873), nicaraguanischer Politiker und Director Supremo von Nicaragua (1851)
- Abaunza, Pedro (1599–1649), spanischer Gelehrter
- Abauzit, Firmin (1679–1767), französischer Philosoph, Physiker und protestantischer Theologe

### Abay
- Abay, Aydo (* 1973), deutscher SängerAydo Abay (* 1973)

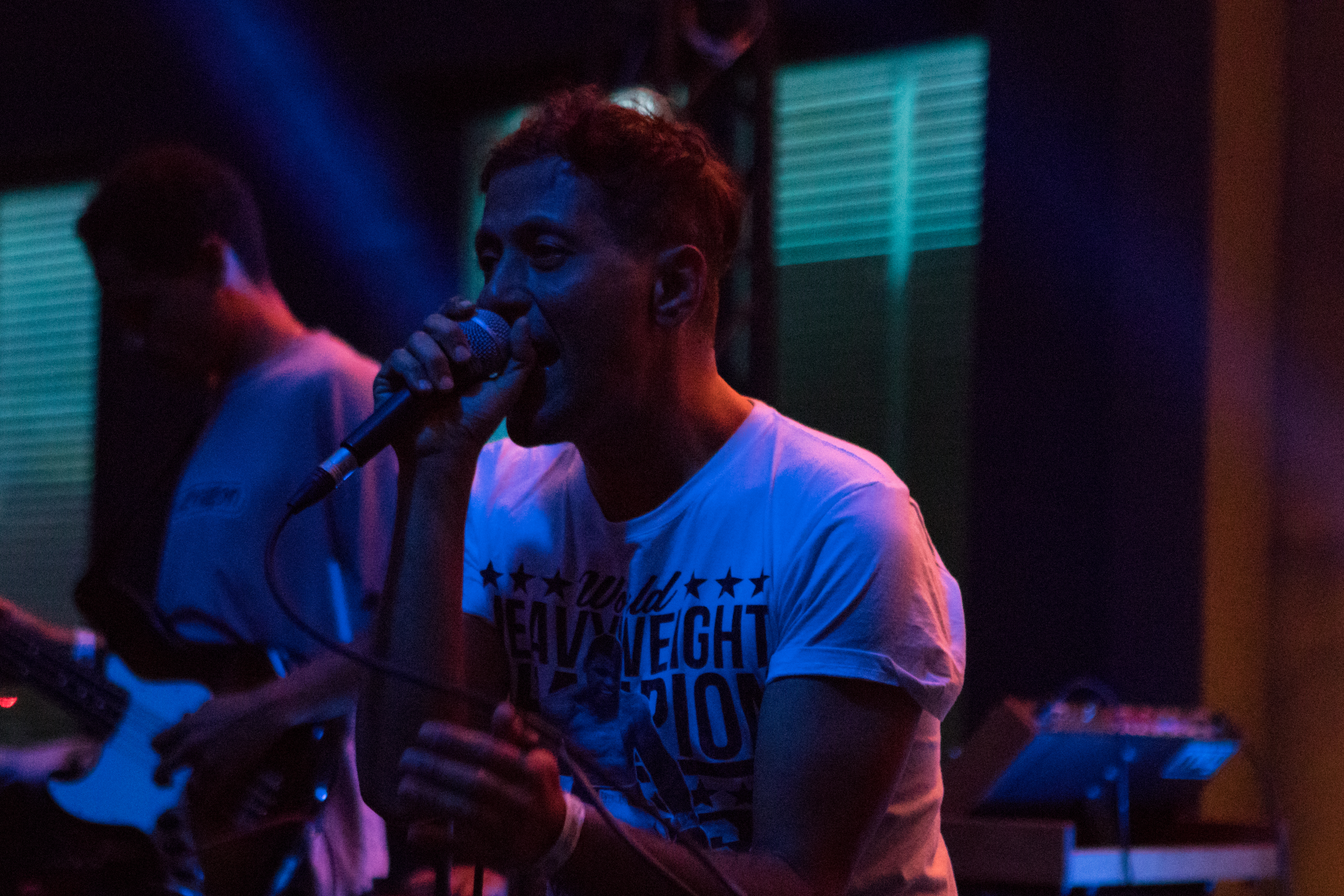
Aydo Abay (* 1973)

- Abay, Burak (* 1996), türkischer Radrennfahrer
- Abay, Korhan (* 1954), türkischer Schauspieler
- Abay, Pelin (* 1993), türkische Schauspielerin
- Abay, Péter (* 1962), ungarischer Säbelfechter
- Abay, Süleyman (* 1973), türkischer Fußballschiedsrichter
- Abay-Nemes, Oszkár (1913–1959), ungarischer Schwimmer
- Abaya, César (* 1984), tschadischer Fußballspieler
- Abaya, Edmundo (1929–2018), philippinischer Geistlicher, Erzbischof von Nueva Segovia
- Abaylı, Cafer (* 1979), türkischer Eishockeyspieler und -trainer
- Abayomi, Oyinkan (1897–1990), nigerianische Politikerin, Frauenrechtlerin und Lehrerin

### Abaz
- Abaz (* 1988), deutscher Musikproduzent
- Abaza Hasan Pascha († 1659), osmanischer Provinz-Gouverneur und Rebell
- Abaza Mehmed Pascha (1576–1634), Amtsträger und Militärführer im Dienste des Osmanischen Reiches
- Abaza, Alexander Agejewitsch (1821–1895), russischer Staatlicher Kontrolleur und Finanzminister
- Abaza, Alexis Borison (1916–1994), Komponist, Pianist und Musikpädagoge
- Abaza, Amin Ahmed Mohamed Othman (* 1958), ägyptischer Politiker
- Abaza, Jan (* 1995), US-amerikanische Tennisspielerin
- Abaza, Mona (1959–2021), ägyptische Soziologin
- Abaza, Rushdy (1926–1980), ägyptischer Schauspieler
- Abazi, Alajdin (* 1942), mazedonischer Physiker und Hochschullehrer
- Abazi, Almeda (* 1992), albanische Miss Globe
- Abazi, Eduard (* 1963), albanischer Fußballspieler
- Abazi, Luan (* 2002), nordmazedonisch-schweizerischer Fussballspieler
- Abazi, Refet (* 1964), mazedonischer Schauspieler und Hochschullehrer mit albanischen Wurzeln
- Abazi, Spend (* 1978), dänischer Boxer
- Abazijew, Dmitri Konstantinowitsch (1857–1936), russischer General der Kavallerie der Kaiserlich Russischen Armee
- Abazis, Theo (* 1967), griechischer Komponist
- Abazović, Dritan (* 1985), montenegrinischer Politiker, ehemaliger Ministerpräsident der Republik MontenegroDritan Abazović (* 1985)

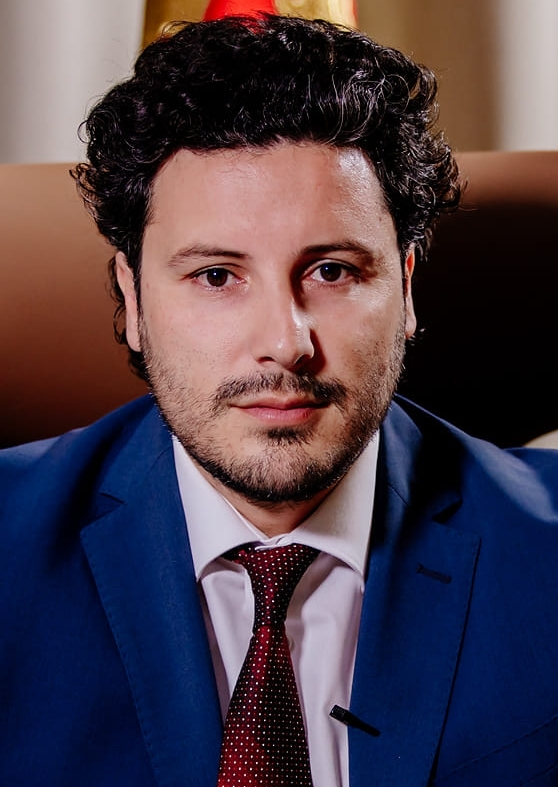
Dritan Abazović (* 1985)

- Abazovic, Kerim (* 2004), österreichischer Fußballspieler